# Frýdek-Místek
Frýdek-Místek (v místním nářečí a polsky Frydek-Mistek; německy Friede(c)k-Mistek, v době protektorátu Friedeck-Friedberg) je statutární město v okrese Frýdek-Místek v Moravskoslezském kraji a nachází se šestnáct kilometrů jihovýchodně od Ostravy. Frýdek-Místek dnes tvoří přirozenou metropoli lašského regionu, nacházející se v podhůří Beskyd, na soutoku řek Ostravice a Morávky. Dnes žije ve Frýdku-Místku přibližně 54 tisíc obyvatel, aglomerace zahrnující i obce Staré Město, Sviadnov, Baška, Palkovice, Dobrá a další pak přes 80 tisíc obyvatel.
Město vzniklo 1. ledna 1943 spojením slezského města Frýdku, moravského Místku a tří dalších obcí. Některé úseky řeky Ostravice zde tvoří historickou zemskou hranici Moravy a Slezska. Město dnes leží na mezinárodní dopravní křižovatce dálnic D48 a D56, tvoří turisticky atraktivní bránu Beskyd a je vzdáleno jen 25 km od státní hranice s Polskem a 35 km od státní hranice se Slovenskem. Od 1. července 2006 je statutárním městem.

## Historie
Nejstarší písemné prameny dokládají existenci obcí v Pobeskydí již kolem poloviny 13. století. Ves označená jako Friedeberg, později Místek, se objevuje v roce 1267 v závěti olomouckého biskupa Bruna ze Schauenburku. První jasné zmínky o Frýdku pocházejí z první poloviny 14. století, a to v souvislostech s tvrzí chránící pomezí Moravy a Slezska, dnešním Frýdeckým zámkem. V obou městech se dařilo výrobě látek, což se odrazilo i v 19. století při zakládání významných textilních továren.
Během obsazování Československa v roce 1939 byla místecká Czajánkova kasárna jediným místem ozbrojeného odporu v rozpadající se republice, na němž měl rozhodující podíl nedoručený rozkaz, aby posádka spolupracovala s německými okupanty. Posádka kasáren se však musela vzdát německé přesile.

### Po sloučení města
Frýdek i Místek byla samostatná města po celá staletí, až rozhodnutím ministerstva vnitra z 15. prosince 1942, čís. 25.625/42-III/1, došlo k 1. lednu 1943 ke sloučení Frýdku, Místku, Starého Města, Lískovce a Sviadnova v jednu obec pod názvem Frýdek. S koncem druhé světové války došlo roku 1945 de iure na několik let k obnově samostatnosti všech těchto obcí, aniž by však došlo ke skutečnému rozdělení města na původní obce, protože pro všechny části se ustavil společný místní národní výbor. Následně se pak konalo hlasování o pojmenování města, ukončené v polovině srpna 1945. Zúčastnilo se ho jen 1293 občanů, z nichž pro Frýdek hlasovalo 465, pro Místek 183, pro Frýdek-Místek 255 a Bezručov 212 hlasů. 13. února 1946 vydal ministr vnitra rozhodnutí, čís. B-8111–1/2–1946/II/4, jímž podle § 27 dekretu prezidenta republiky ze dne 27. října 1945, čís. 121 Sb., prozatímně uznal dosavadní společnou správu obcí Frýdku, Místku, Starého Města, Lískovce a Sviadnova, které byly podle § 12, čís. 5 citovaného dekretu obnoveny. A pro celek, v jehož čele tento místní národní výbor stojí, stanovil prozatímní název Frýdek-Místek. 26. září 1946 se konala schůze místního národního výboru v čele s předsedou Emilem Konvičkou, aby došlo k odhlasování sloučení Frýdku, Místku, Starého Města, Lískovce a Sviadnova v jednu obec. Z 38 přítomných k tomu bylo zapotřebí nejméně 2/3 hlasů. Pro sloučení bylo 25, proti 12 členů tehdejšího MNV. Moravskoslezský zemský národní výbor, expositura v Ostravě schválil výměrem ze dne 1. července 1947, č. j. III/2–281/24, na základě ustanovení § 18, odst. 1 a 2 a v souvislosti s § 27 dekretu prezidenta republiky ze dne 27. října 1945, čís. 121 Sb., sloučení Frýdku, Místku, Starého Města, Lískovce a Sviadnova v jednu obec, přičemž úřední název mělo stanovit později ministerstvo vnitra. V roce 1949 dále pokračovaly diskuse ohledně názvu města. Vedle společného MNV fungovaly v jednotlivých částech města obvodní rady, přičemž ve Frýdku a Místku měly po dvanácti členech, zatímco v ostatních částech po osmi.
Byl proveden průzkum veřejného mínění, v němž se pro ponechání dosavadního pojmenování, tj. Frýdek-Místek, vyslovilo 80 % hlasujících. Na základě toho přijalo plénum MNV 31. května 1949 usnesení o ponechání již vžitého názvu a zároveň požádalo Krajský národní výbor v Ostravě i ministerstvo vnitra, aby v souladu s tím byl dosavadní okres Místek přejmenován na Frýdek-Místek. Snad chybou ministerských úředníků však došlo k tomu, že vyhláškou ministerstva vnitra ze dne 8. srpna 1950 bylo město bez vysvětlení přejmenováno na Místek. Od té doby se množily stížnosti na bezdůvodnou změnu názvu města. Začátkem roku 1954 řešil frýdecko-místecký MNV přání obyvatel Lískovce, Starého Města a Sviadnova na odloučení těchto částí od města. Následně 11. března 1954 toto schválila rada MNV. 16. března 1954 pak odloučení schválil ve svém usnesení i Krajský národní výbor v Ostravě. 16. května 1954 se pak konaly volby do místních, okresních a krajských národních výborů a město bylo od té doby tvořeno pouze Frýdkem a Místkem, přičemž došlo ke zrušení obvodních rad. V červnu 1954 pak došlo k odsouhlasení nové hranice města, přičemž se Frýdek-Místek rozšířil následovně: byl připojen areál Železáren Stalingrad, lískovecká část Staré kolonie, Jeremenkova osada; od Sviadnova byl připojeny objekty závodů firmy Slezan, dále kolonie a několik dalších pozemků; od Starého Města byl připojen Konečného mlýn na Podvolání a část obce na levém břehu Ostravice, tzv. Riviéra. Město se tak rozšířilo o 147 hektarů, 152 domů a 1536 obyvatel. Dne 29. září 1954 se konalo plenární zasedání národního výboru, jehož 95 poslanců schválilo přednesený návrh názvu města Frýdek-Místek. Po řadě jednání pak ministerstvo vnitra k 1. lednu 1955 zrušilo název Místek a stanovilo pro město staronový úřední název Frýdek-Místek (Petr Bezruč doporučoval používat název města bez spojovníku pro odlišení od podobných názvů jako je (Ostrava-Přívoz či Praha-Dejvice). Zajímavostí je, že tento obrat se objevoval již od konce 19. století coby název vlakové stanice ve Frýdku. K 1. lednu 1956 bylo v celém městě provedeno přečíslování domů.
Během druhé poloviny 20. století město zaznamenalo významný populační růst, který byl způsoben blízkostí dolů (Staříč, Paskov) a přísunem horníků v nich pracujících. K 1. červenci 1960 byla k městu připojena dosavadní obec Panské Nové Dvory, což bylo v souladu s přáním většiny obyvatel této obce. K 1. červenci 1975 byl pro Frýdek-Místek, Lískovec, Sviadnov, Staré Město, Chlebovice a Lysůvky zřízen společný národní výbor, aniž by však došlo ke sloučení obcí s městem. K 1. lednu 1979 pak byly k městu opětovně připojeny obce Lískovec, Staré Město a Sviadnov, a nově připojeny obce Chlebovice, Lysůvky spolu se svojí částí Zelinkovice. K 1. lednu 1980 pak byly připojeny ještě obce Skalice a Staříč. Ke 24. listopadu 1990 pak dochází k osamostatnění Staříče a opětovnému osamostatnění Starého Města. Nakonec se k 1. lednu 1992 opětovně osamostatnil i Sviadnov. Osamostatnění Starého Města vedlo zároveň k tomu, že se od té doby území města Frýdku-Místku skládá ze dvou územně nesouvisejících částí.

### Ve 21. století
Na počátku 21. století byla dokončena renovace historických náměstí ve Frýdku i v Místku. Město se zaměřuje především na strojní průmysl.
Po roce 2010 v okolí Frýdku-Místku investovalo a postavilo své pobočky velké množství firem, což snížilo zdejší nezaměstnanost. V celkovém součtu se jedná o miliardy eur investic.

## Obyvatelstvo
Počet obyvatel je uváděn podle výsledků sčítání lidu včetně těch místních částí, které k Frýdku-Místku v dané době patřily.
| 1869   | 1880   | 1890   | 1900   | 1910   | 1921   | 1930   | 1950   | 1961   | 1970   | 1980   | 1991   | 2001   | 2011   | 2021   |
| ------ | ------ | ------ | ------ | ------ | ------ | ------ | ------ | ------ | ------ | ------ | ------ | ------ | ------ | ------ |
| 13 617 | 14 989 | 17 413 | 20 902 | 22 914 | 22 473 | 26 379 | 27 002 | 31 364 | 42 608 | 55 191 | 63 808 | 61 400 | 56 356 | 53 698 |

| 1869  | 1880  | 1890  | 1900  | 1910  | 1921  | 1930  | 1950  | 1961  | 1970  | 1980  | 1991  | 2001  | 2011  | 2021  |
| ----- | ----- | ----- | ----- | ----- | ----- | ----- | ----- | ----- | ----- | ----- | ----- | ----- | ----- | ----- |
| 1 479 | 1 577 | 1 651 | 1 876 | 2 054 | 2 180 | 2 784 | 3 399 | 3 910 | 4 289 | 4 504 | 4 790 | 4 906 | 5 436 | 5 952 |

Věková struktura obyvatel roku 2011
Rodinný stav obyvatel roku 2011
Vzdělání obyvatel roku 2011

## Městská správa

### Členění města

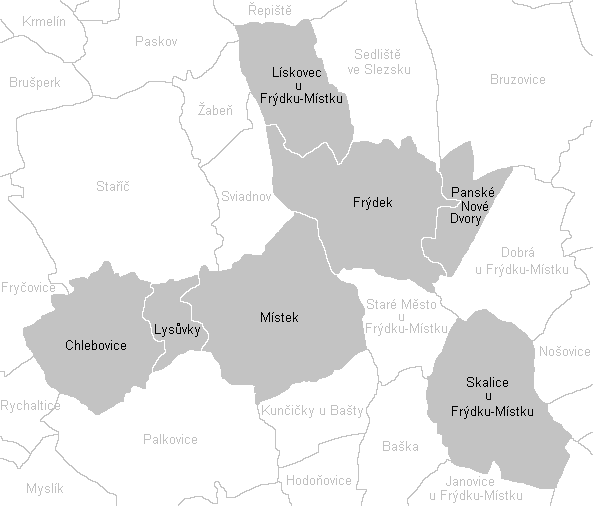
Katastrální území Frýdku-Místku

Frýdek-Místek se v současnosti dělí na 7 katastrálních území a 7 částí. Katastr Skalice je vůči zbytku území exklávou.
- k. ú. Frýdek – část Frýdek
- k. ú. Chlebovice – část Chlebovice
- k. ú. Lískovec u Frýdku-Místku – část Lískovec
- k. ú. Lysůvky – části Lysůvky a Zelinkovice
- k. ú. Místek – část Místek
- k. ú. Panské Nové Dvory – část Frýdek
- k. ú. Skalice u Frýdku-Místku – část Skalice

### Místní části
Jedná se o místní pojmenování částí města.
Frýdek
- Růžový pahorek
- Nová Osada
- Amerika
- Černá zem
- Baranovice
- Vršavec
- Nové Dvory
- Kamenec
- sídliště Slezská

Místek
- Rusinec
- Koloredov
- Spořilov
- sídliště Kolaříkovo
- sídliště Bezručovo
- sídliště Riviera
- Bahno
- Olešná
- Skalice (exkláva a místní část Frýdku-Místku)

### Správní území
Frýdek-Místek byl dříve okresním městem, v současnosti je obcí s rozšířenou působností a pověřeným obecním úřadem. Okres Frýdek-Místek ale stále existuje a skládá se ze 72 obcí, správní obvod obce s rozšířenou působností z 37 obcí. Sousedními obcemi sídla jsou Janovice, Sedliště, Hukvaldy, Nošovice, Nižní Lhoty, Staré Město, Staříč, Raškovice, Žabeň, Sviadnov, Řepiště, Baška, Bruzovice, Dobrá, Fryčovice, Paskov a Palkovice.

### Symboly statutárního města
Znak a vlajka byly statutárnímu městu uděleny rozhodnutím předsedkyně České národní rady dne 12. února 1992.

## Doprava

### Silniční doprava
- z města vychází dálnice D56 Frýdek-Místek – Ostrava
- okolo města prochází dálnice D48 Bělotín – Nový Jičín – Frýdek-Místek – Český Těšín – Polsko
- městem prochází silnice I/56 Opava – Ostrava – Frýdek-Místek – Frýdlant n. O. – Horní Bečva-Hlavatá
- z města vychází silnice II/473 Frýdek-Místek – Šenov – Petřvald
- městem prochází silnice II/477 Ostrava – Vratimov – Frýdek-Místek – Baška
- městem prochází silnice II/648 Hukvaldy-Rychaltice – Frýdek-Místek – Český Těšín

### Železniční doprava

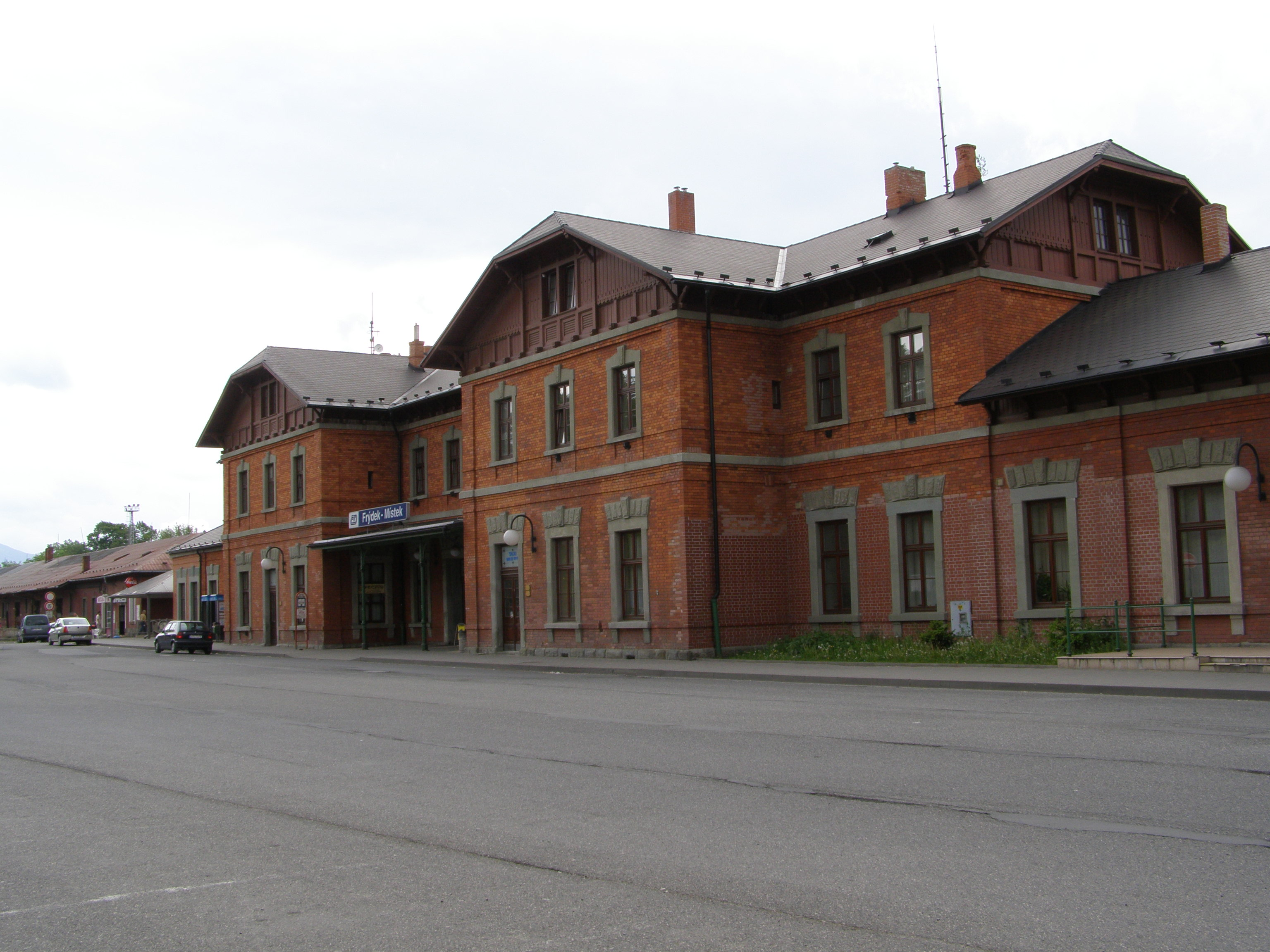
nádraží ve Frýdku-Místku

První vlak přijel do Frýdku-Místku v roce 1871.
Na nádraží ve Frýdku-Místku se setkávají tratě Český Těšín – Frýdek-Místek a Ostrava – Valašské Meziříčí, po kterých vedou linky S6 a S7 v rámci Ostravského dopravního integrovaného systému. Obě trati jsou neelektrifikované jednokolejné. Na obou tratích je silná osobní i nákladní železniční doprava. Na území města se nachází ještě stanice Lískovec u Frýdku (Trať 323).

### Autobusová doprava
Síť městské hromadné dopravy tvoří 20 linek, licenční čísla 865301–865320. Systém MHD zahrnuje kromě města Frýdek-Místek i města Brušperk a Paskov, obce Baška, Dobrá, Fryčovice, Hukvaldy, Janovice, Kozlovice, Krásná, Metylovice, Nošovice, Palkovice, Pržno, Raškovice, Řepiště, Staré Město, Staříč, Sviadnov a Žabeň a ostravskou městskou část Nová Bělá. Od 27. března 2011 je na linkách MHD zaveden tarif „MHD zdarma“.
Příměstské autobusové linky jsou zařazeny do ODIS, stejně jako linky městské. Městem také projíždí několik komerčních linek.

## Průmysl
- GO Steel a.s. dříve Liberty Ostrava a.s. (závod Válcovny plechu Frýdek-Místek) a předtím Válcovny plechu, a. s. – ocelářský podnik; výroba hlubokotažné a elektrotechnické oceli, dále pozinkovaných zemnících pásků a drátů[28]
- Vyncke, s. r. o. - ekologické elektrárny na biomasu a tuhá paliva
- TRIMSOL CZ, s.r.o. – logistika, výroba a expedice potahů do automobilů Hyundai
- Hyundai Glovis Czech Republic, s. r. o. – logistika
- Novogear, s. r. o. – výrobce ozubených kol, převodovek
- MPM-QUALITY v. o. s. – dovozce čínských hodinek pod značkou PRIM
- Hutní projekt, a. s.
- ČSAD Frýdek-Místek, a. s.
- Lesostavby Frýdek-Místek, a. s.
- Blanco CZ, s. r. o. – výrobce gastronomických zařízení
- Hanwha Advanced Materials Europe s.r.o. – výrobce plastových produktů
- SLEZAN HOLDING, a. s. – textilní podnik (podnik uzavřen)
- DISTEP a. s. – teplárenská společnost
- MARLENKA international s.r.o.[29]
- Místecká mlékárna – výroba mléčných produktů
- Chodura – Beskydské uzeniny – potravinářský podnik zaměřený na výrobu masných výrobků a uzenin
- Viroplastic CZ a. s. – výrobce plastových produktů
- MSEM, a. s. – elektromontáže

## Školství
Ve městě je síť základních, středních, uměleckých a jazykových škol. Nachází se zde dvě gymnázia, dále střední škola podnikatelská, střední průmyslová škola, obchodní akademie, střední škola gastronomie, oděvnictví a služeb, střední škola informačních technologií, střední škola řemesel, střední zdravotnická škola, střední uměleckoprůmyslová škola, střední odborná škola a praktická škola.
Ze soukromých škol terciárního typu zde sídlí vyšší odborná škola Goodwill a vysoká škola managementu Collegium humanum.

## Kultura
Historickou památkou je Frýdecký zámek. U zámku je i Muzeum Beskyd.
Zároveň je ve městě mnoho galerií a několik divadel.

### Galerie
- Galerie Věž
- Galerie Pod Zámkem na ulici Zámecké 56
- Galerie Krásno Československé armády 481
- Galerie U Černého kocoura na ulici Riegrové 758
- Galerie Langův dům na ulici Hluboké 66
- Galerie Pod Sovou na tř. T. G. Masaryka 454
- Galerie Pod svícnem na ulici Farní 16

### Divadla
- Nová scéna Vlast na Hlavní 112
- Divadlo Sokolík na Hlavní třídě 109
- Divadlo Čtyřlístek na ulici Novodvorské 3478

### Kina
- Kino Vlast na Hlavní 112

### Festivaly
- Sweetsen fest – je jedním z největších regionálních hudebních festivalů. Je pořádán jako benefiční akce a vystupují na něm pouze místní umělci bez nároku na honorář.[30][31][32]
- FM CITY FEST

### Pamětihodnosti
- Frýdecký zámek
- Bazilika minor Navštívení Panny Marie
- Křížová cesta
- Židovský hřbitov ve Frýdku
- Kostel svatého Jana Křtitele
- Kostel svatého Jana a Pavla

### Turismus
Významným rekreačním místem je vodní nádrž Olešná na jihozápadním okraji města. Vedle přehrady je také v provozu krytý a venkovní aquapark. Mimo jiné se zde nachází atletický stadion a víceúčelová sportovní hala Polárka, která disponuje ledovou plochou, střelnicí, posilovnou a dvěma badmintonovými hřišti. Mezi významné sportovní akce města se každoročně řadí běžecký závod Hornická desítka, který se koná vždy první listopadovou sobotu. V roce 2015 bylo na startu rekordních 2860 běžců.

## Sport
K nejúspěšnějším sportovním oddílům ve městě patří mužský házenkářský klub Pepino SKP Frýdek-Místek. Jeho zlatou érou byla především léta 1998–2005. V těchto památných sedmi sezónách frýdečtí vždy skončili na medailových pozicích, přičemž v sezóně 2002/03 vybojovali historický mistrovský titul. Paradoxně po tomto mimořádném úspěchu přišly finanční potíže, kvůli nimž se SKP zřekl své účasti v Lize mistrů, přestože měl být nasazen přímo do její základní skupiny. Dalším z důvodů bylo, že hala při 6. základní škole (Pionýrů 400), kde klub hraje své domácí zápasy, a která má kapacitu 500 diváků, regulím Ligy mistrů nevyhovovala.
Hokejový klub HC Frýdek-Místek zažívá nejúspěšnější období své historie, zčásti díky spolupráci s klubem HC Oceláři Třinec. V roce 2016 se mu podařilo poprvé v historii postoupit do druhé nejvyšší soutěže, kde působí dosud. Své domácí zápasy odehrává v hale Polárka s kapacitou 2456 diváků. Ta byla postavena v roce 2014 a patří k nejmodernějším sportovištím ve městě. Nahradila starou Víceúčelovou sportovní halu.
Výjimečné postavení má ve městě také volejbal. V nejvyšší soutěži působí ženy TJ Sokol Frýdek-Místek. V minulosti ve městě působil také mužský tým Black Volley Beskydy, ten se však v roce 2024 přestěhoval do Ostravy. Ženy ze Sokola jsou tradičním účastníkem nejvyšší soutěže a mají na svém kontě i tři medailová umístění – v sezóně 2004/05 skončily druhé, ročník předtím třetí. Na ligový bronz dosáhly ještě v sezóně 2014/15. Svá domácí utkání hraje Sokol rovněž v hale 6. základní školy, stejně jako házenkáři.

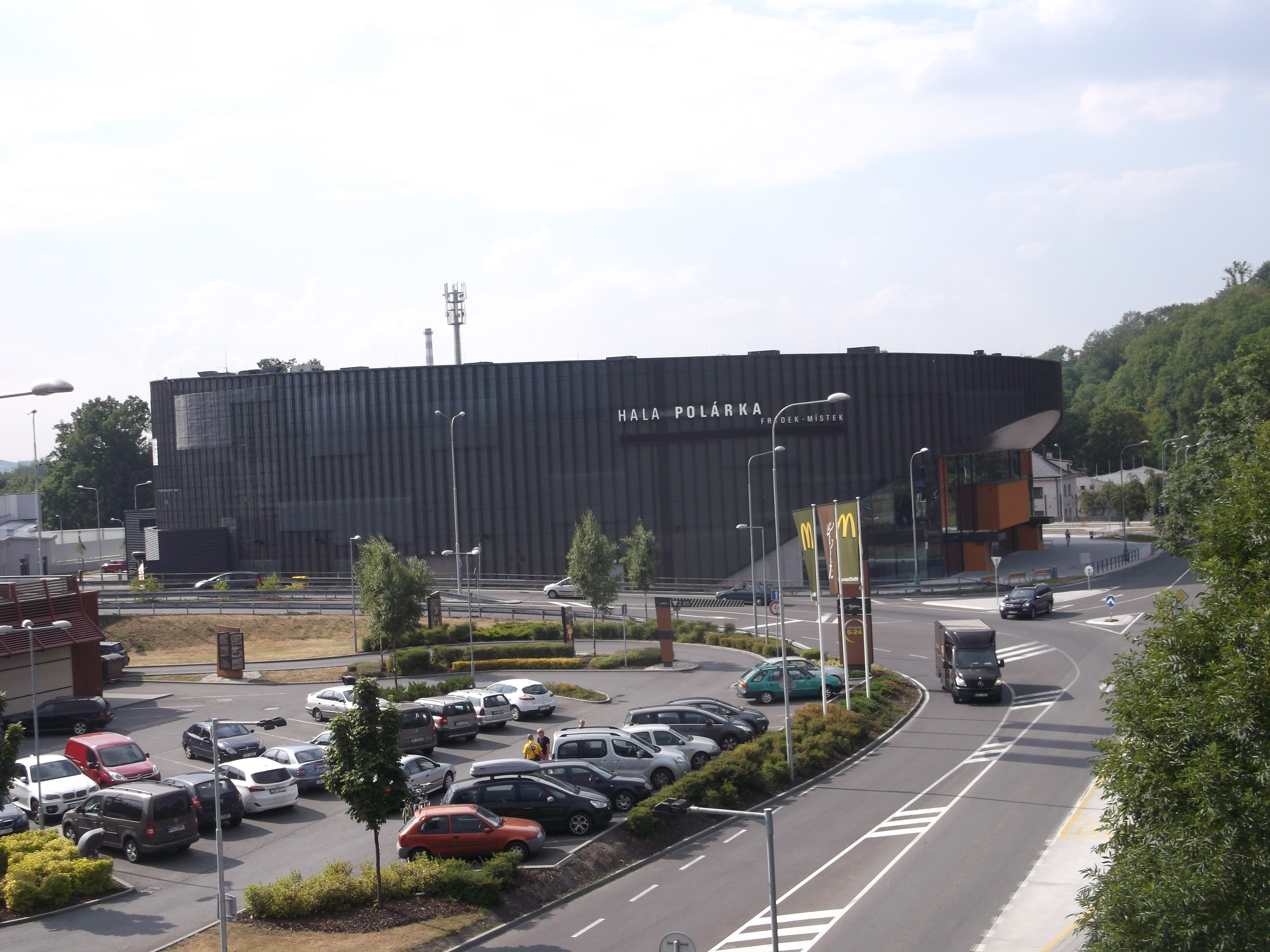
Sportovní hala Polárka

Fotbalisté FK Frýdek-Místek působí ve třetí nejvyšší soutěži. Největším úspěchem klubu byla účast v v 1. československé lize v sezóně 1976/77. Mužstvo tehdy mezi elitu dovedl slovenský trenér Ján Zachar. Druhou ligovou úroveň opustil klub, jemuž se přezdívá „Lipina“ nebo „Valcíři“, v sezóně 2017/18. Jeho domovským stánkem je Stadion Stovky (též na Stovkách), který je od roku 2008 ve vlastnictví města. Je postupně rekonstruován, získal například umělý trávník.

## Osobnosti

Výsledky voleb do obecního zastupitelstva roku 2010

- Josef Loriš (1808–1900), kněz a zakladatel kostela svatého Josefa v Janovicích vysvěceného v roce 1891
- František Chvostek starší (1835–1884), rakouský neurolog moravského původu, popsal tzv. Chvostkův příznak
- Ignác Tkáč (1839–?), publicista, překladatel a učitel, aktivně přispíval k jazykovědným otázkám v řadě českých časopisů
- František Kolařík (1867–1927), varhaník, hudební skladatel, ředitel kůru, sbormistr
- Benno Landsberger (1890–1968), asyriolog světového významu
- Eduard Míček (1891–1962), profesor, zakladatel katedry slovanských jazyků a šiřitel českého jazyka na University of Texas v Austinu, profesor slovanské filologie
- Marie Sedláčková-Kolaříková (1897–1976), hudební skladatelka
- Óndra Łysohorsky (1905–1989), lašský básník, překladatel a pedagog
- Lubomír Šlapeta (1908–1983), architekt
- Čestmír Šlapeta (1908–1999), architekt
- Lída Vostrčilová (1918–2003), herečka
- Miloslav Machek (1923–1999), trumpetista, dirigent a hudební skladatel populární hudby
- Miloš Macourek (1926–2002), spisovatel a filmový scenárista
- Josef Mikoláš (1938–2015), hokejista
- Evžen Zámečník (1939–2018), hudební skladatel
- Pavel Dobeš (* 1949), folkař a písničkář
- Jan Keller (* 1955), levicový sociolog a publicista
- Irena Pavlásková (* 1960), režisérka
- Jaromír Dulava (* 1960), herec
- Martin Říman (* 1961), politik
- Ivana Chýlková (* 1963), herečka
- Leoš Ryška (* 1963), římskokatolický kněz, salesián, spoluzakladatel a ředitel TV Noe
- Pavlína Kafková (* 1968), herečka a moderátorka
- Libor Uher (* 1971), horolezec
- Tomáš Kočko (* 1972), písničkář a zpěvák
- René Souček (* 1972), písničkář a zpěvák
- Tomáš Galásek (* 1973), fotbalista
- David Stypka (1979–2021), zpěvák, hudebník
- Denise Milani (* 1980), modelka
- Renáta Czadernová (* 1985), modelka a moderátorka
- Ondřej Palát (* 1991), hokejista
- Romana Kiecková (* 1991), florbalistka
- Pavla Kajfoszová (* 1992), florbalistka
- Mirai Navrátil (* 1992), zpěvák, hudebník

## Partnerská města
Partnerskými městy jsou:
- Bílsko-Bělá, Polsko
- Harelbeke, Belgie
- Mysłowice, Polsko
- Žilina, Slovensko
- Okres Żywiec, Polsko

## Galerie

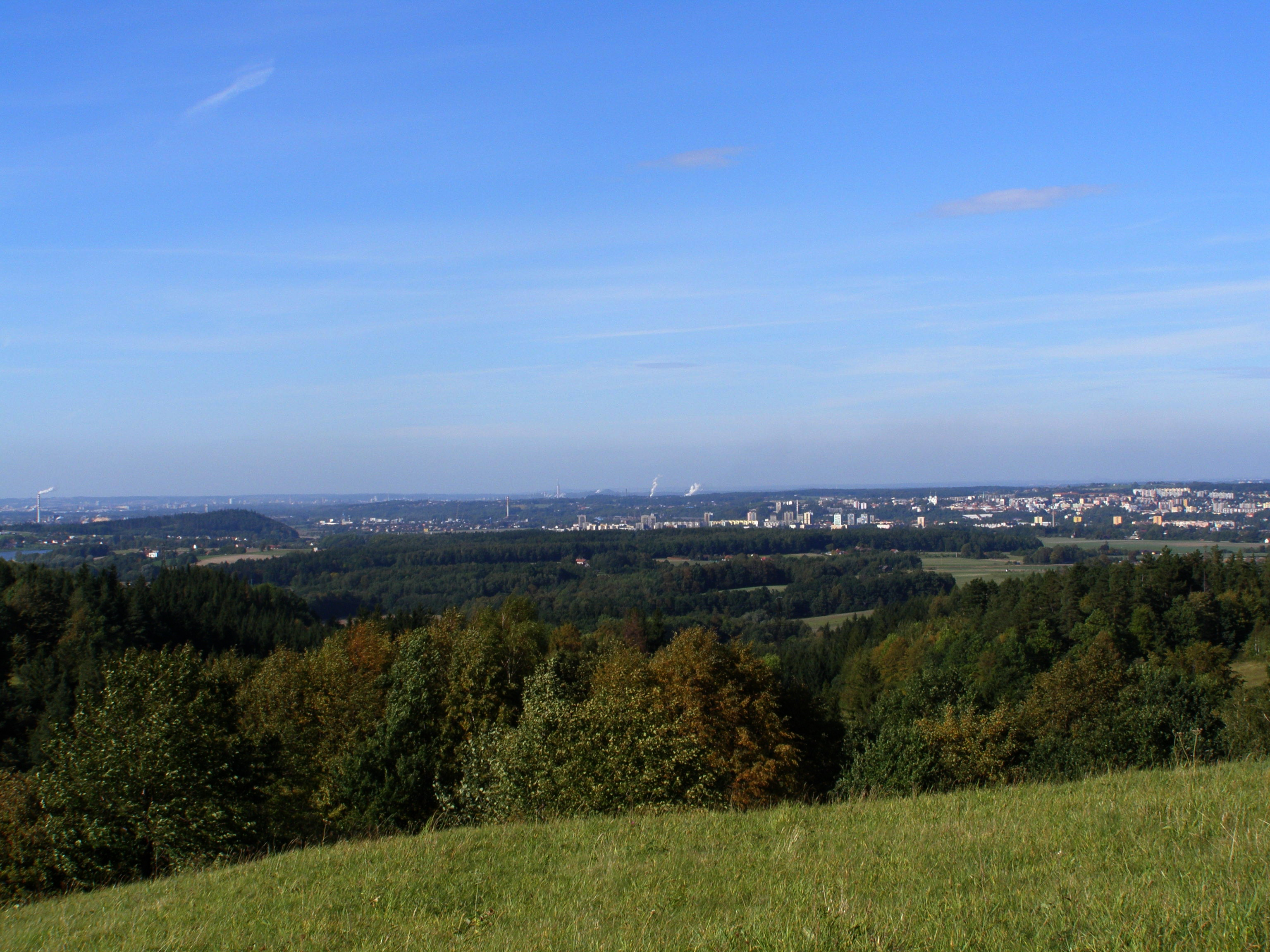
Celkový pohled na město z jihozápadu
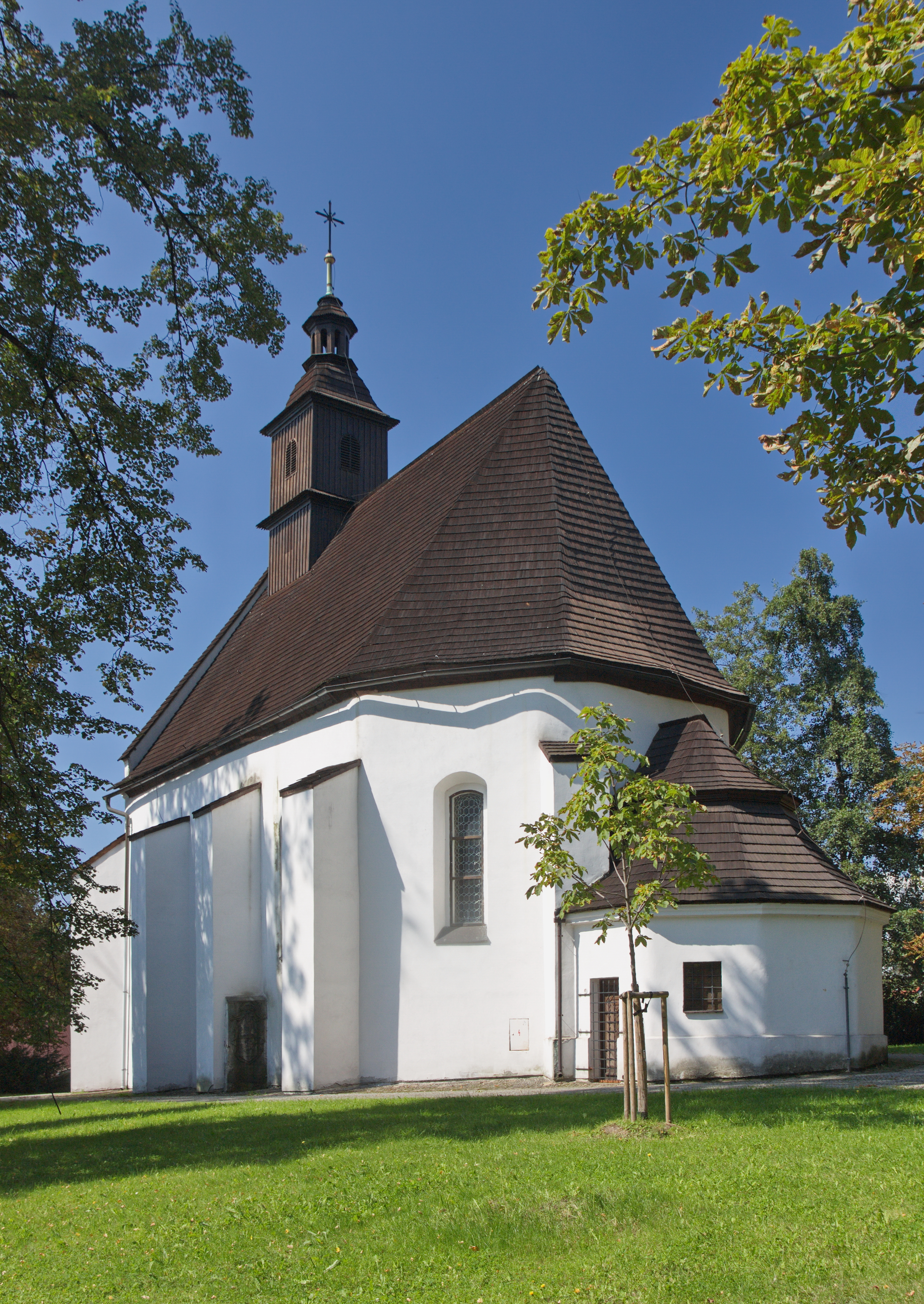
Kostel svatého Jošta
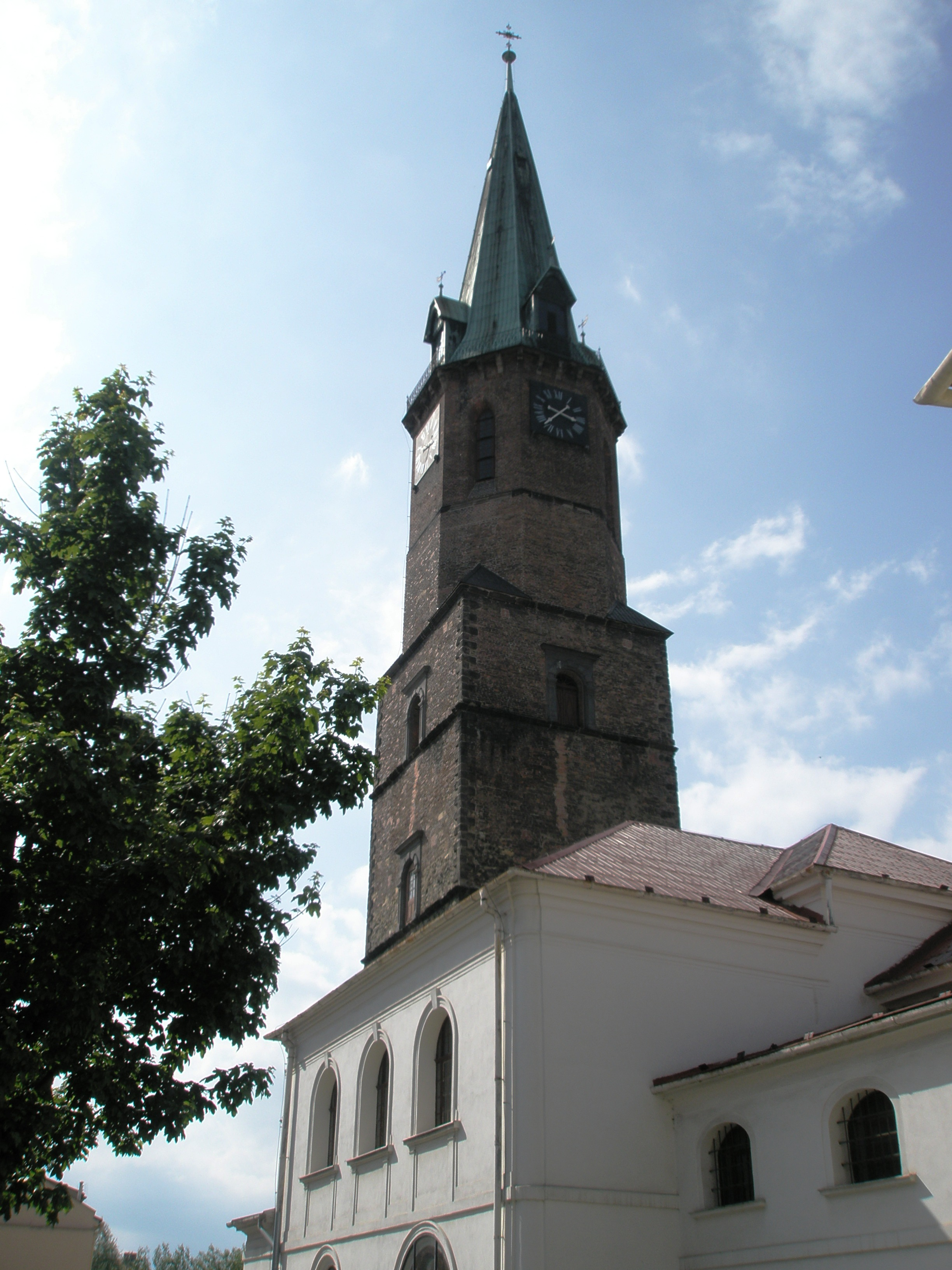
Kostel sv. Jana Křtitele
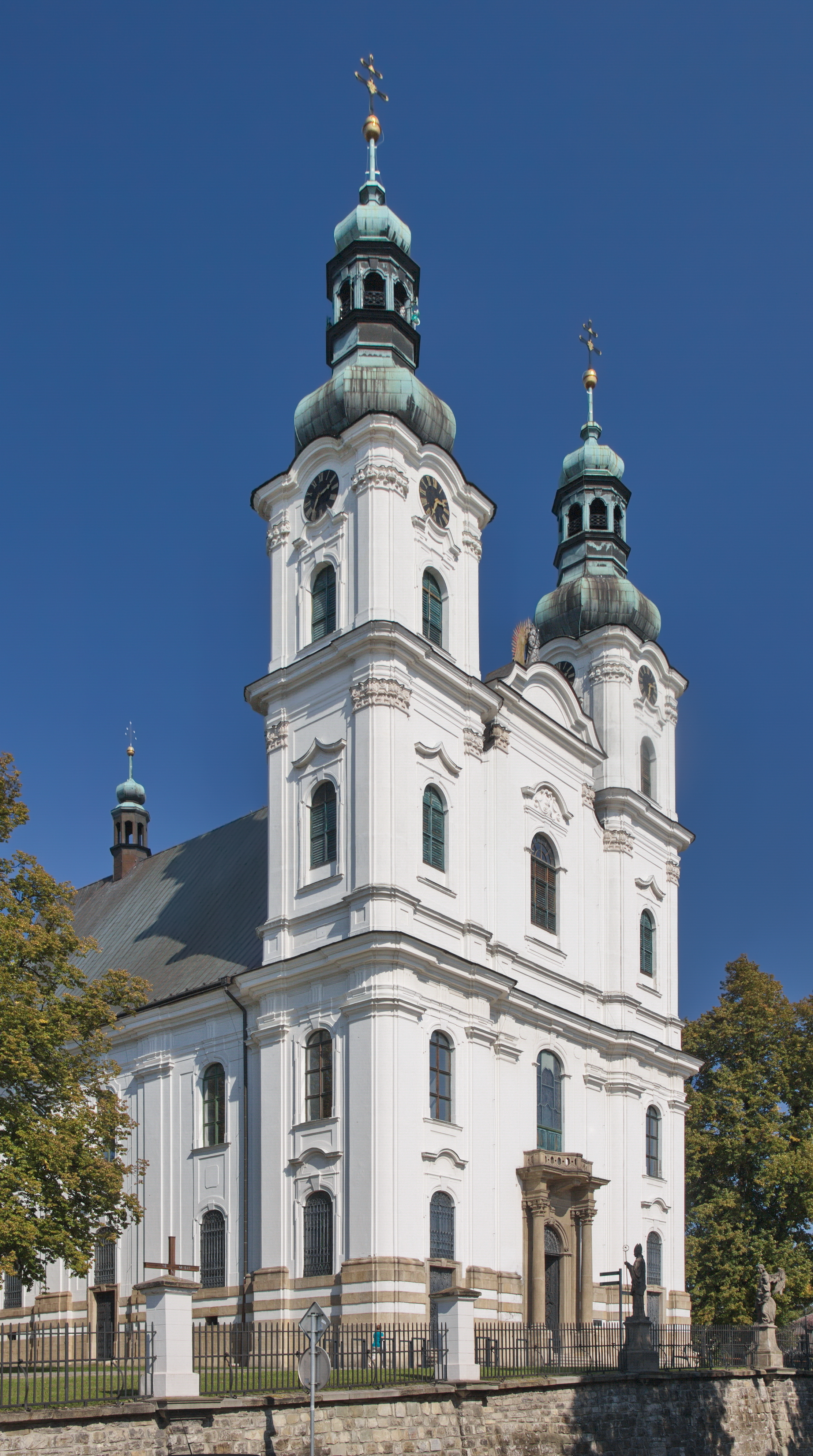
Frýdecká bazilika Navštívení Panny Marie
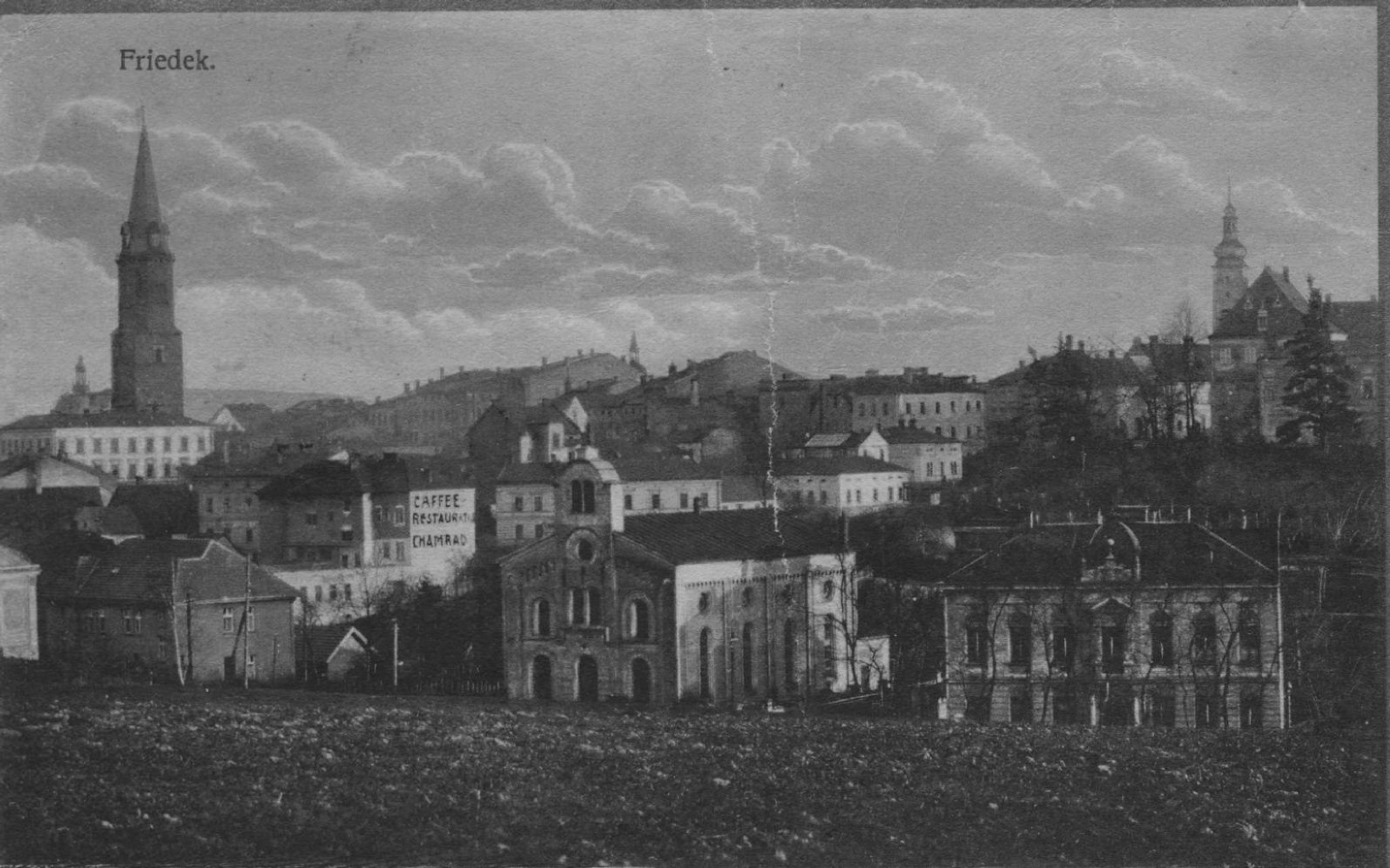
Frýdecká synagoga a židovská škola na poč. 20. stol.
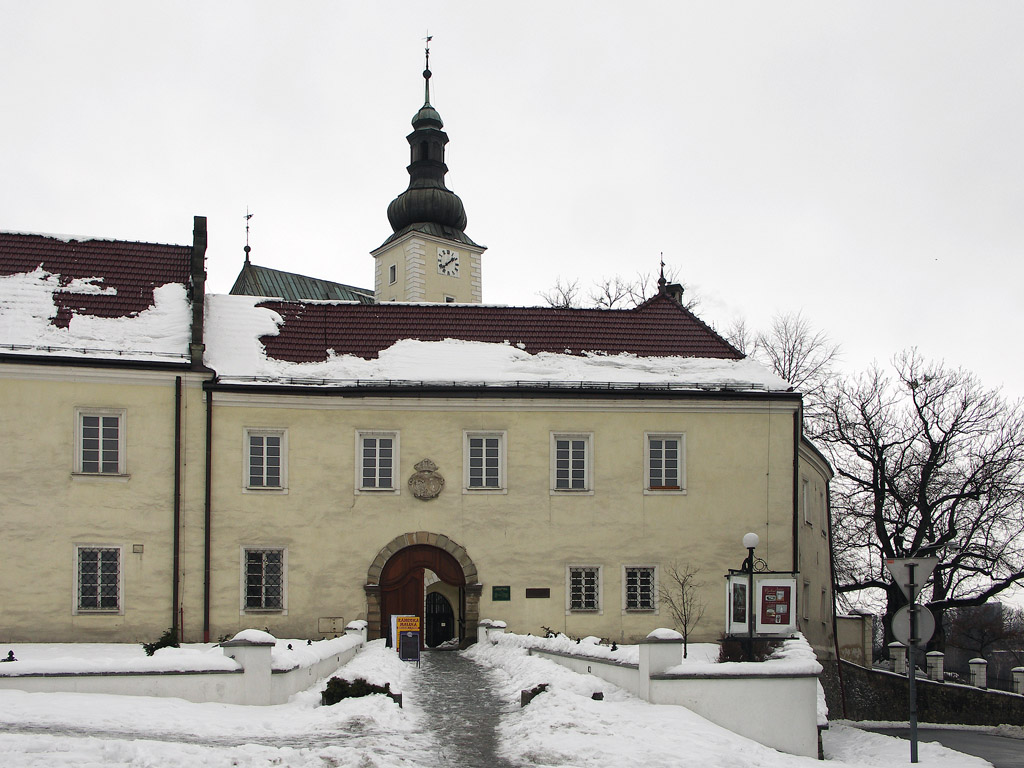
Frýdecký zámek v zimě
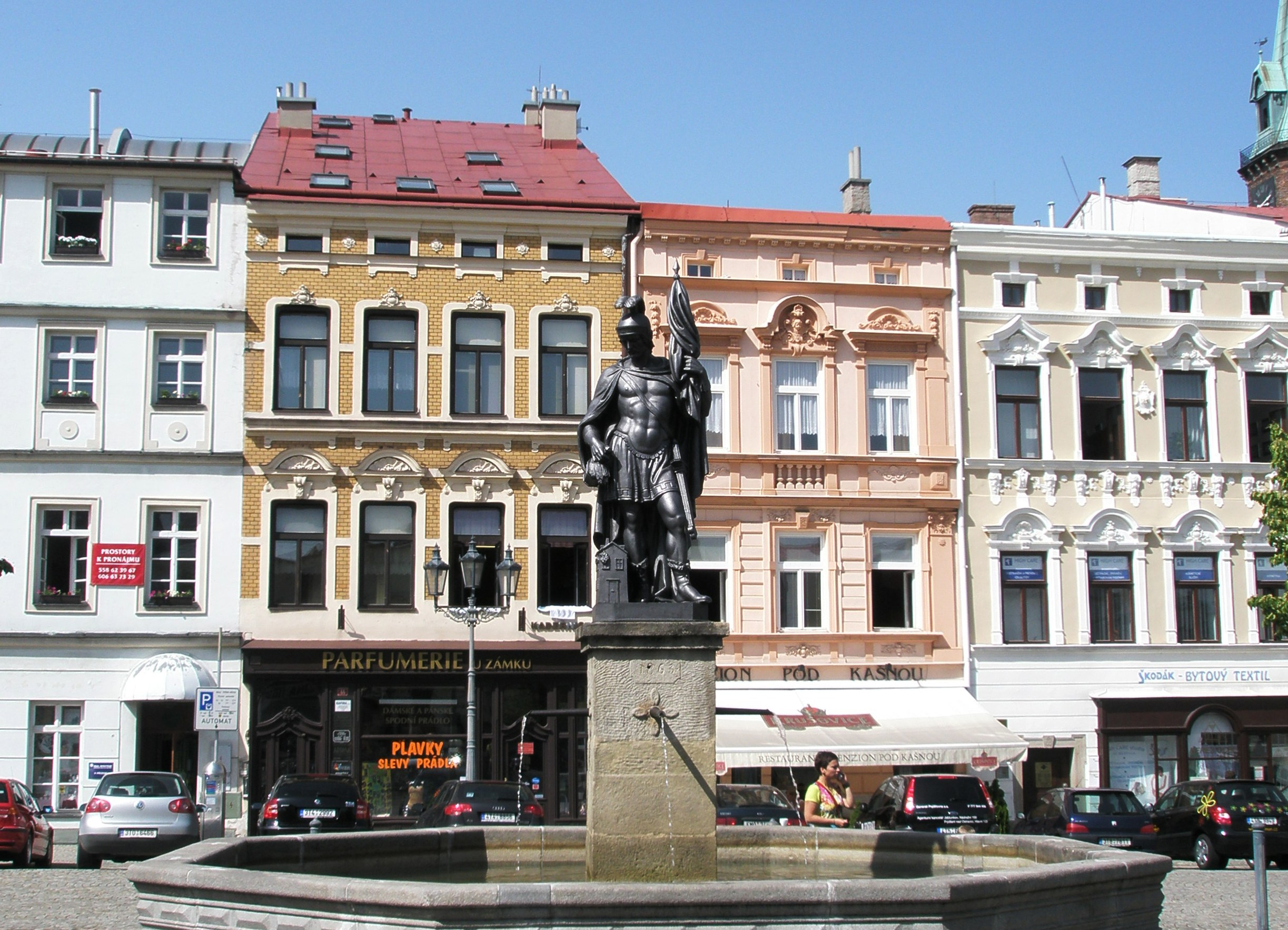
Frýdecké náměstí se sochou sv. Floriána
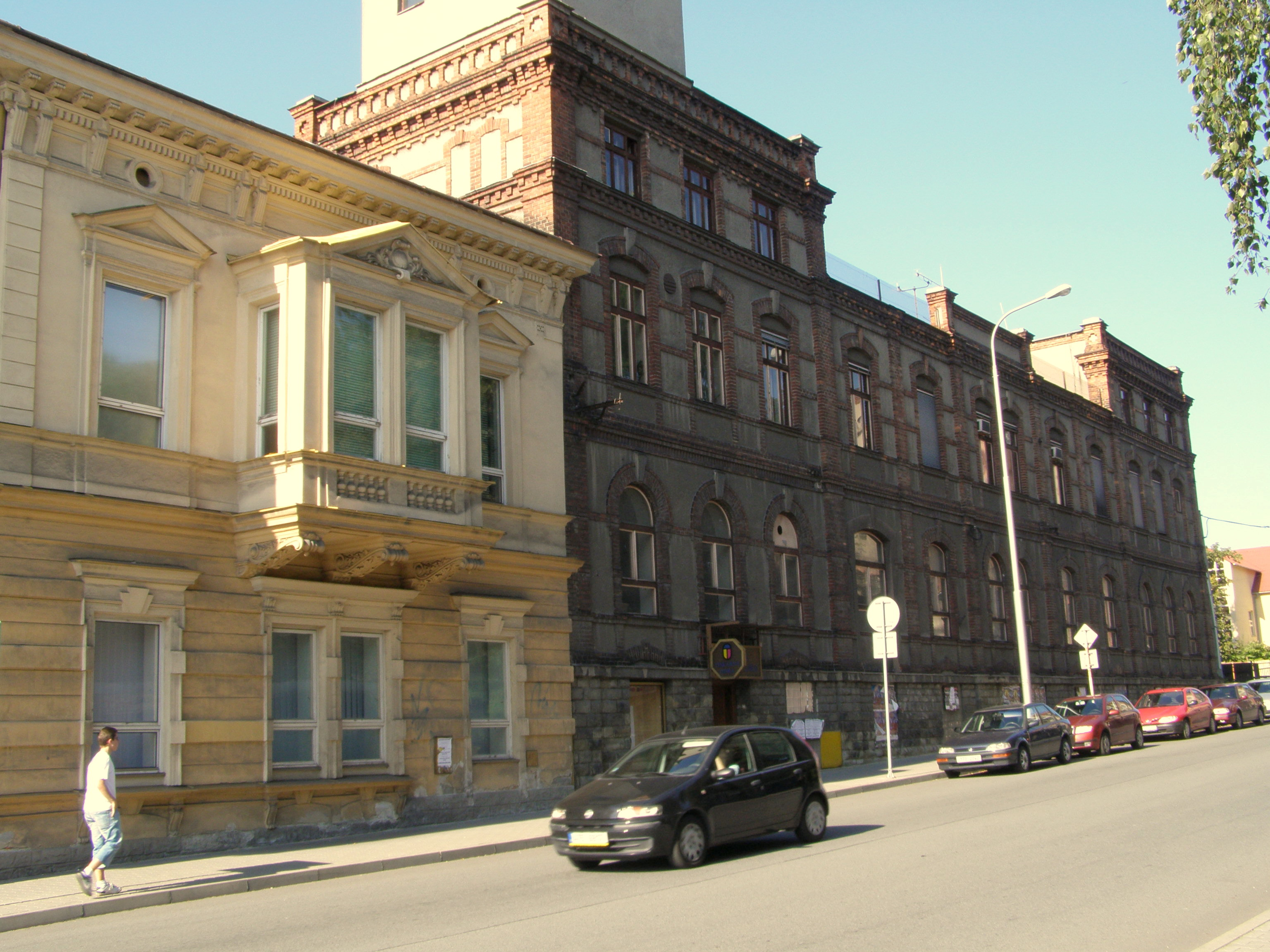
Bývalá Richtrova tiskárna, dnes hotel Richtr
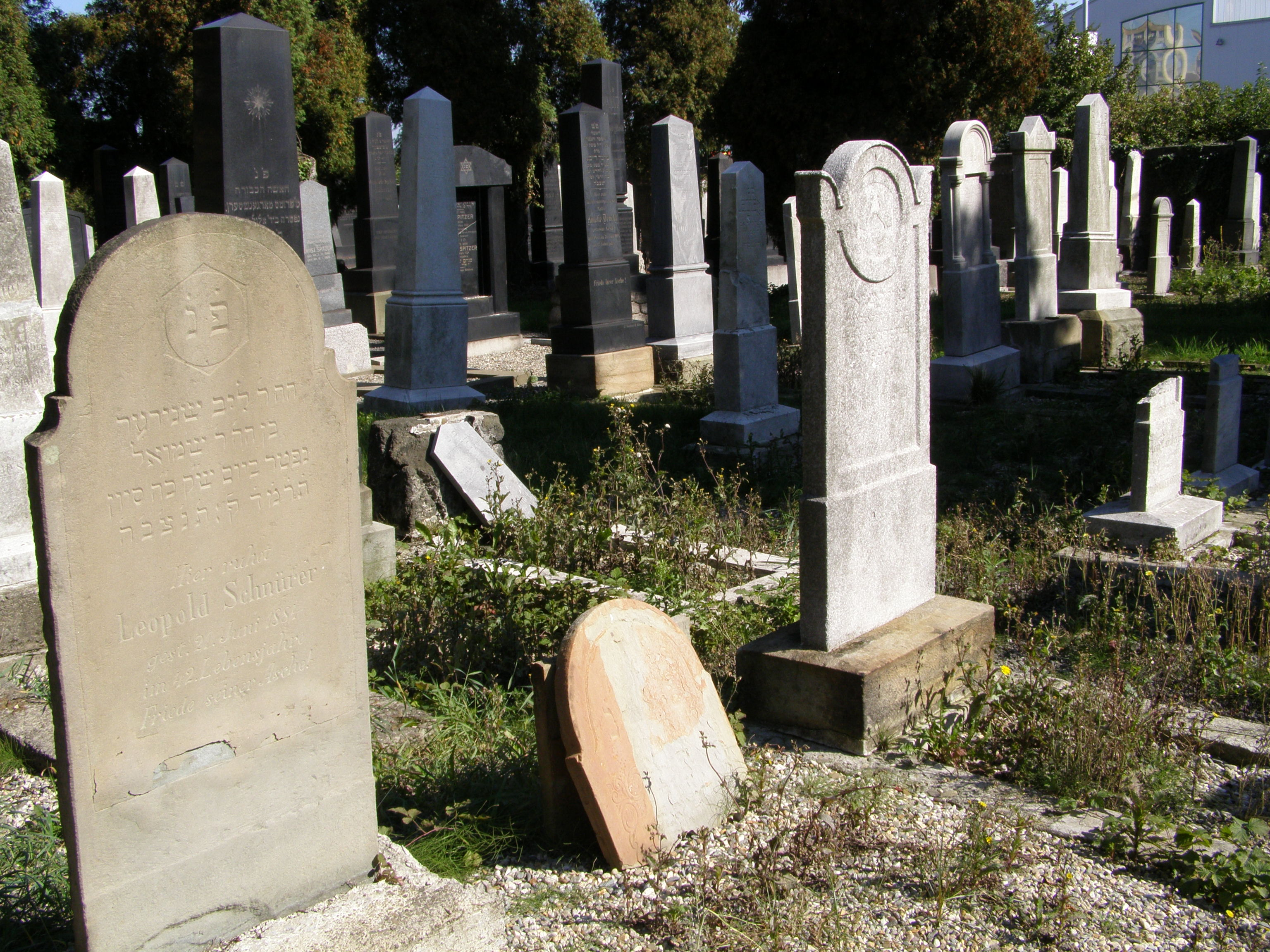
Židovský hřbitov ve Frýdku